# Page Blanche (collection)
Page Blanche est une ancienne collection française de littérature d'enfance et de jeunesse des éditions Gallimard, active de 1987 à 2000, destinée aux adolescents. La collection « Scripto » lui fait suite en 2002.

## Histoire
La collection est créée en 1987 par Geneviève Brisac. Elle la dirige jusqu'en 1989, puis Claude Gutman prend la relève jusqu'en 1995, et Jean-Philippe Arrou-Vignod jusqu’en 2000. Son objectif est de publier des romans nouveaux pour les adolescents. Elle cible un lectorat plus âgé que celui de Folio Junior, rééditant quelques titres plus appropriés à la collection, et ne cherche pas à rééditer des classiques mais à promouvoir des récits actuels, souvent autour de l'histoire contemporaine. On y retrouve aussi bien des auteurs pour la jeunesse que des auteurs de polars. La collection privilégie les auteurs français, mais cherche aussi à faire connaître quelques auteurs étrangers.
Toutes les couvertures de la collection sont illustrées par Yan Nascimbene[source secondaire souhaitée].
D'abord de format 11x20 cm, elle passe à 12,5x18 cm à la fin des années 1990.
La collection « Page Blanche » compte près de 170 titres. Elle est arrêtée en 2000. La collection Scripto a pris sa suite à partir de 2002.
La revue Les Cahiers Robinson1 (Université d’Artois) a publié dans son numéro 31 en 2012 un dossier coordonné par Éléonore Hamaide-Jager, consacré à la collection Page Blanche. À l'occasion de la parution de ce numéro, la revue en ligne Streanae a publié la liste complète des ouvrages publiés, par ordre chronologique de parution, par ordre alphabétique d'auteurs et par ordre alphabétique de titres.

## Quelques publications
- Natalie Babbitt, Les Yeux de l'amaryllis
- Pierre-Marie Beaude, Le Muet du roi Salomon
- Azouz Begag, Quand on est mort c'est pour toute la vie
- François Bon, Dans la ville invisible
- François Coupry, Le Fils du concierge de l'opéra
- Didier Daeninckx, À louer sans commission
- Régine Detambel, Solo
- Chris Donner, Trois minutes de soleil en plus
- Frédéric Fajardie, Au bord de la mer blanche
- Jacques Fansten, Roulez jeunesse (scénario)
- Louise Fitzhugh, Personne ne peut changer sa famille
- Pierrette Fleutiaux et Alain Wagneur, La Maison des voyages
- Sylvie Germain, L'Encre du poulpe
- Claude Gutman, La Maison vide
- Russell Hoban, L'Automate et son Fils
- Hervé Jaouen, Le Cahier noir
- Thierry Jonquet, Un enfant dans la guerre
- Virginie Lou, Le Miniaturiste
- Margaret Mahy, Les Ensorceleurs
- Andreu Martín et Jaume Ribera, Tous les détectives s'appellent Flanagan
- Hubert Mingarelli, Le Bruit du vent
- Irène Némirovsky, Un enfant prodige
- Jean-Paul Nozière, Un été algérien
- Gérard Pussey, Ma virée avec mon père
- Éric Rochant, Un monde sans pitié (scénario)
- Florence Seyvos, Comme au cinéma
- Grégoire Solotareff, Les filles ne meurent jamais
- Vincent de Swarte, Le Carrousel des mers
- Richard Wright, Rite de passage